# Козлово-1 (Смоленская область)
Козлово-1 — деревня в Хиславичском районе Смоленской области России. Входит в состав Корзовского сельского поселения. Население — 64 жителя (2007 год). 
Расположена в юго-западной части области в 0,5 км к юго-западу от Хиславичей, в 33 км западнее автодороги А141 Орёл — Витебск, на берегу реки Сож. В 33 км восточнее деревни расположена железнодорожная станция Стодолище на линии Смоленск — Рославль. 

## История
В годы Великой Отечественной войны деревня была оккупирована гитлеровскими войсками в июле 1941 года, освобождена в сентябре 1943 года.
По данным справочников 1981, 1993 годов деревня Корзовского сельсовета Хиславичского района.